# Heliopolis (oraș antic)
 Pentru alte sensuri vezi Heliopolis.

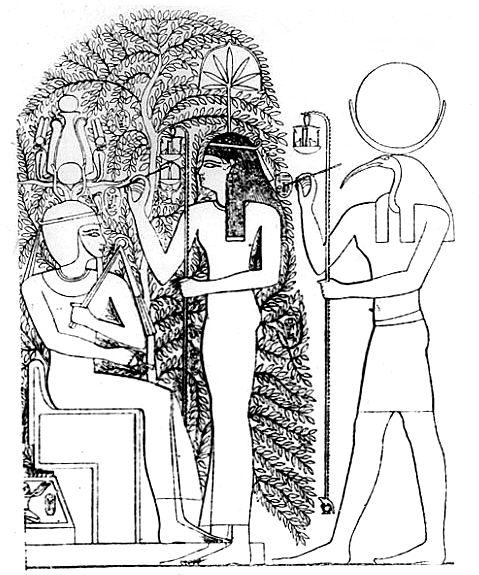
Copacul sfânt din Heliopolis cu Thot și Seschat

Heliopolis (egipteana veche: ”Iun”  sau Iunu adică ”orașul stâlpului”; greacă Heliopolis - Orașul soarelui; vechiul Testament On) este un oraș antic în Vechiul Regat Egiptean. El se află situat la nord-est de Cairo, la intrarea în Deltă.
Orașul a jucat un rol important în perioada de început a istoriei antice a Egiptului, clerul de aici a ”propulsat” la putere regii dinastiei a V-a (2498  î.Hr - 2345 î.Hr) și a fundamentat caracterul solar al monarhiei egiptene precum și caracterul credințelor funerare. 
Soarele Ra era zeul tutelar al orașului ce se ”întrupa” în pasărea phoenix și în taurul Mnevis.
Tot aici, prin spiritualitatea preoților, este concepută ”marea eneadă” heliopolitană, un colegiu de nouă zei primordiali, în care Atum este zeul demiurg cel ce va fi teologic asimilat cu Ra.Templele solare ale regilor din dinastia a V-a au fost ridicate spre venerarea lui Ra de la Heliopolis.
Preoții heliopolitani sunt și autorii ”textelor piramidelor” (una din cele mai importante mărturii istorice a Egiptului antic).
În urma săpăturilor arheologice la Heleopolis s-au descoperit ruinele templului lui Atum (demiurgul) și ale lui Benu (zeu al morții). 
Sunt specialiși care afirmă, în urma interpretării datelor hieroglife din piramide (textele piramidelor), că în palatul princiar din Heliopolis, conform mitului osirian, a fost judecat zeul Seth cel acuzat de uciderea lui Osiris.
Capitală a celei de-a XIII-a nome, Heliopolisul a continuat să joace un rol spiritual major în epocile următoare dinastiei a V-a datorită clerului său, care era unul din in cele mai importante din Egipt. Fără îndoială, erezia faraonului Akhnaton (sau Amenophis IV rege 1379 - 1362 îHr) a luat naștere în parte și datorită viziunii teologice a preoților heliopolitani, cei pe care ”faraonul eretic”  îi va ridica la rangul de ”mari proroci” ai lui Aton (zeu ascuns ce se manifesta prin energia solară și era reprezentat prin cercul solar)
În prezent, în fostul oraș antic continuă săpăturile arheologice și se așteaptă noi informații despre Egiptul Antic.